# Блоклант, Антонис ван
Антонис ван Блоклант, Антоний ван Блокландт (нидерл. Anthonis van Blocklant, Anthonie van Blocklandt; 1533 или 1534, Монтфорт близ Утрехта — 18 октября 1583, Утрехт) — голландский живописец и рисовальщик. Один из ведущих представителей нидерландского маньеризма и романизма — итальянизирующего направления в нидерландском искусстве XVI века. Его настоящее имя — Антонис ван Монфорт (Anthonis van Montfoort).

## Биография
Антонис происходил из рода баронов и бургграфов ван Монфорт, владевших ленным поместьем и селением Нижний Блокландт, он был сыном бургмейстера Монфорта. Со временем Антонис унаследовал родовое прозвание Блокландт. Изучал искусство живописи в Делфте у своего дяди Хендрика Сверса, позже был отдан в учение к пользовавшемуся в то время громкой славой Франсу Флорису, где в течение 1550—1552 годов добился больших успехов.
В 1552—1572 годах работал в Делфте, в 1572 году совершил путешествие в Италию, после чего навсегда поселился в Утрехте, где в 1577 вступил в гильдию шорников, к которой, по-видимому, были приписаны и живописцы. В 1579 году Блоклант написал свою самую известную работу — триптих «Вознесение Пресвятой Девы Марии», который ныне находится в базилике Св. Мартина в Бинген-ам-Райне.
По свидетельству Карела ван Мандера, автора «Книги о художниках» (нидерл. Het Schilder-Boeck, 1604), Блокландт писал не только алтарные образы, но также картины на мифологические сюжеты и портреты. Однако работ, которые можно с уверенностью атрибутировать художнику, сохранилось немного. Одна из них, «Иосиф, толкующий сны фараона», хранится в Центральном музее в Утрехте. Испытав в Италии влияние Пармиджанино, Блокланд писал в стиле раннего нидерландского маньеризма, который утрехтские художники усвоили около 1590 года.
Известно, что в Делфте его учеником был Корнелис Кетель (англ. Cornelis Ketel), а в Утрехте у него учился Михил Янс ван Миревелт.
Последние годы жизни художник провёл в монастыре Св. Екатерины в Утрехте, принадлежавшем Ордену иоаннитов.

## Галерея

Венера и Адонис, купидон и две собаки. Бумага, сепия, перо, кисть
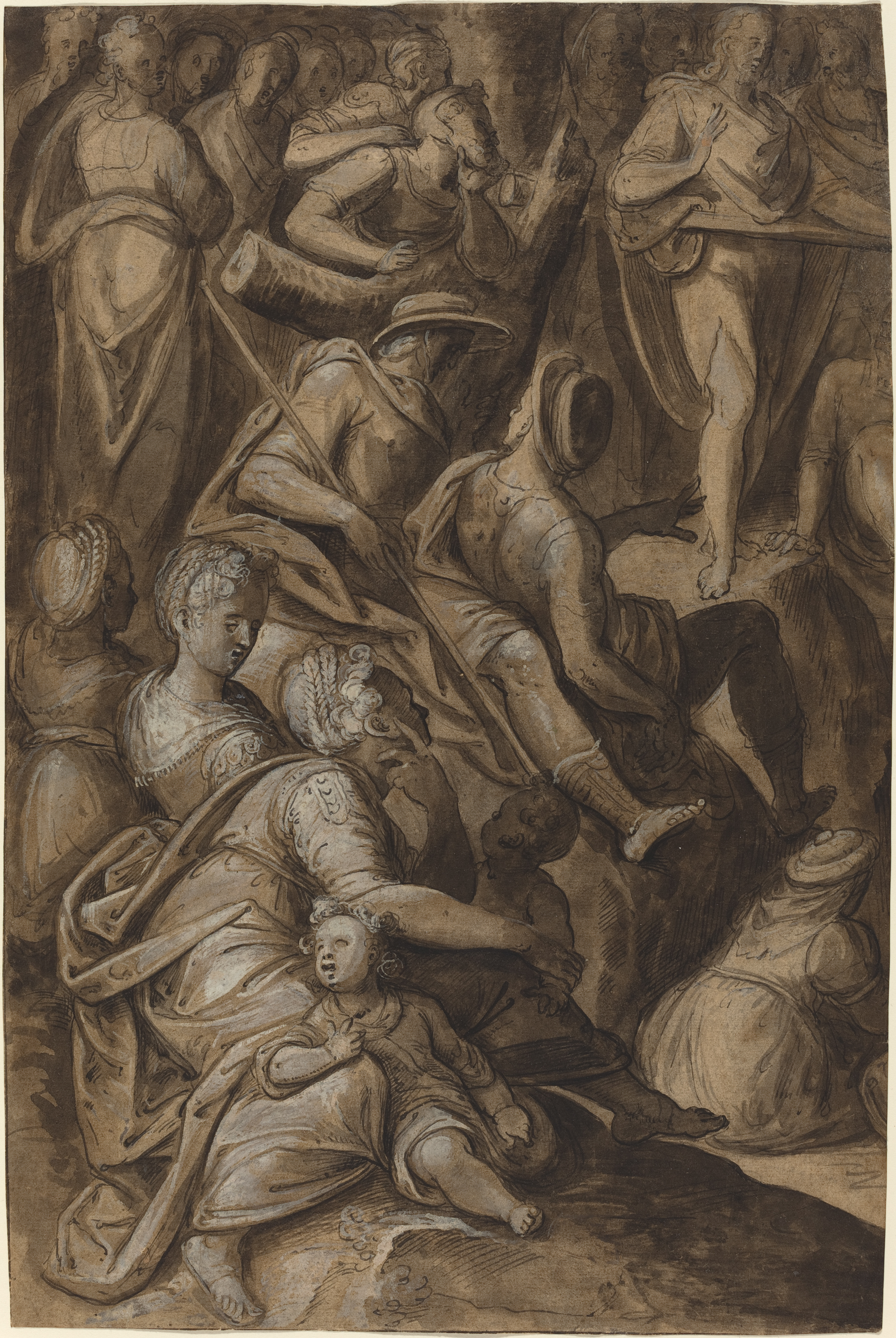
Проповедь Святого Иоанна. Между 1575 и 1580. Бумага, тушь, сепия, перо, кисть, белила. Национальная галерея искусства, Вашингтон
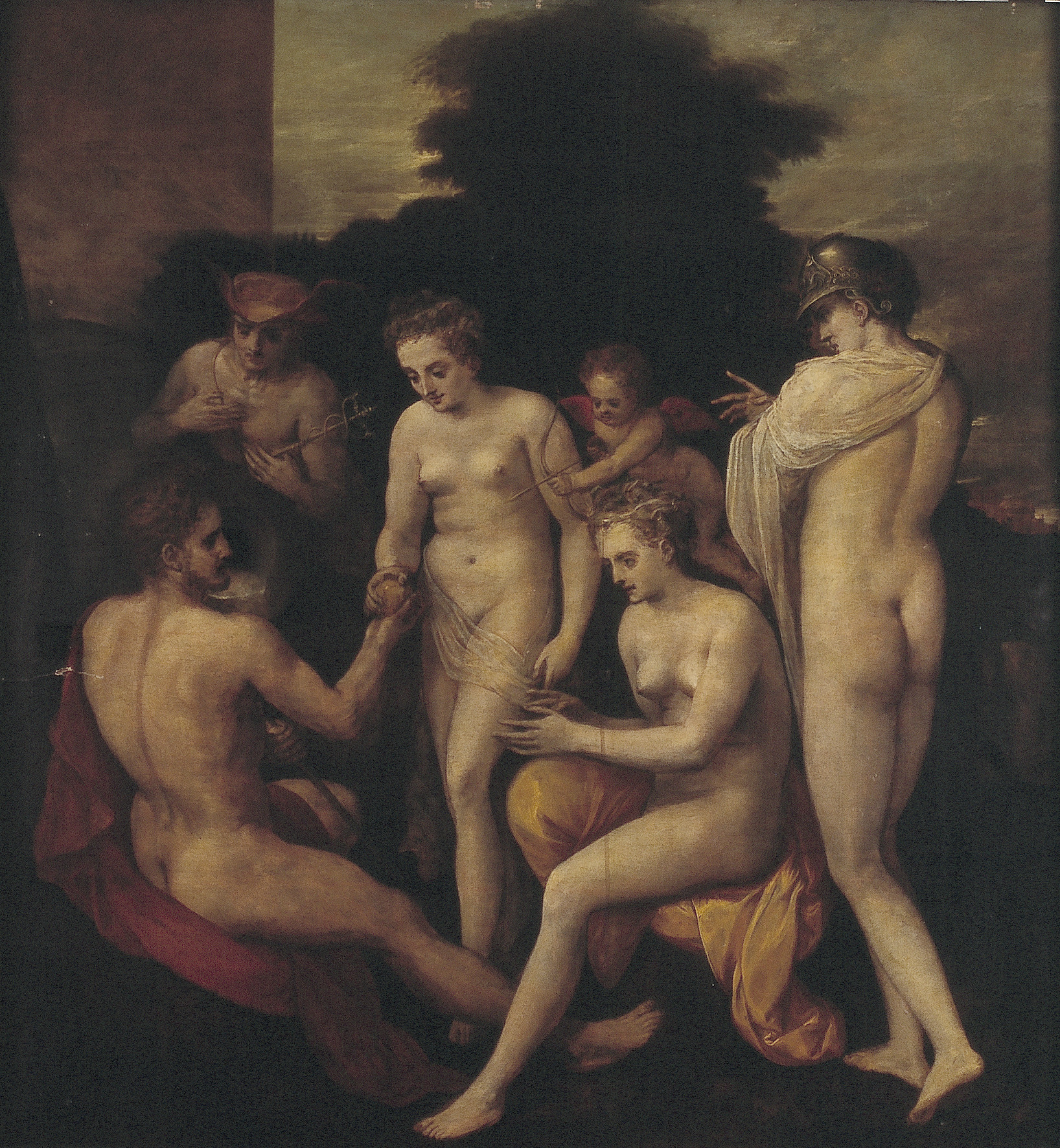
Суд Париса. 1570. Дерево, масло. Фонд культурного наследия Нидерландов
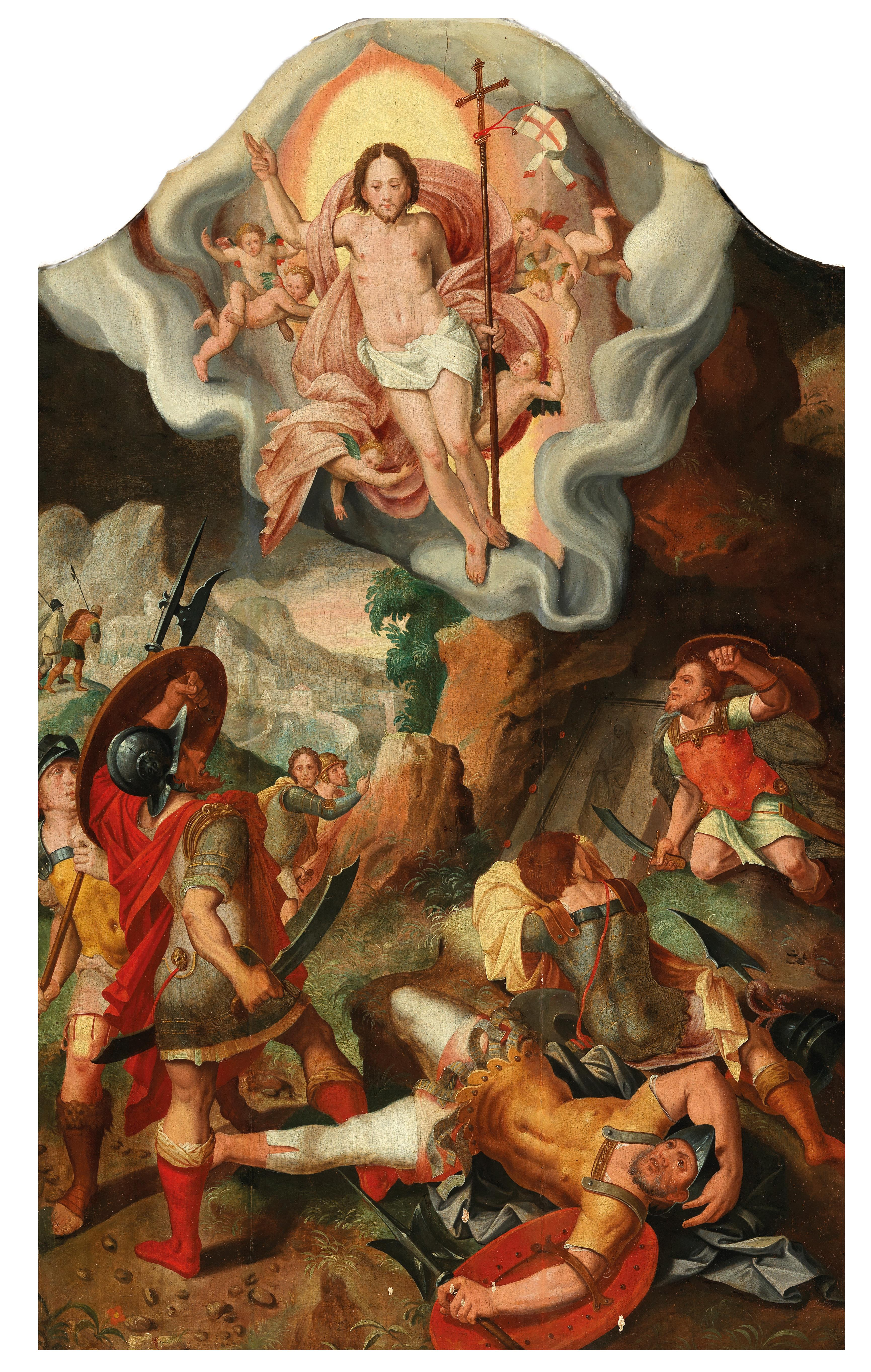
Преображение. Дерево, масло. Частное собрание
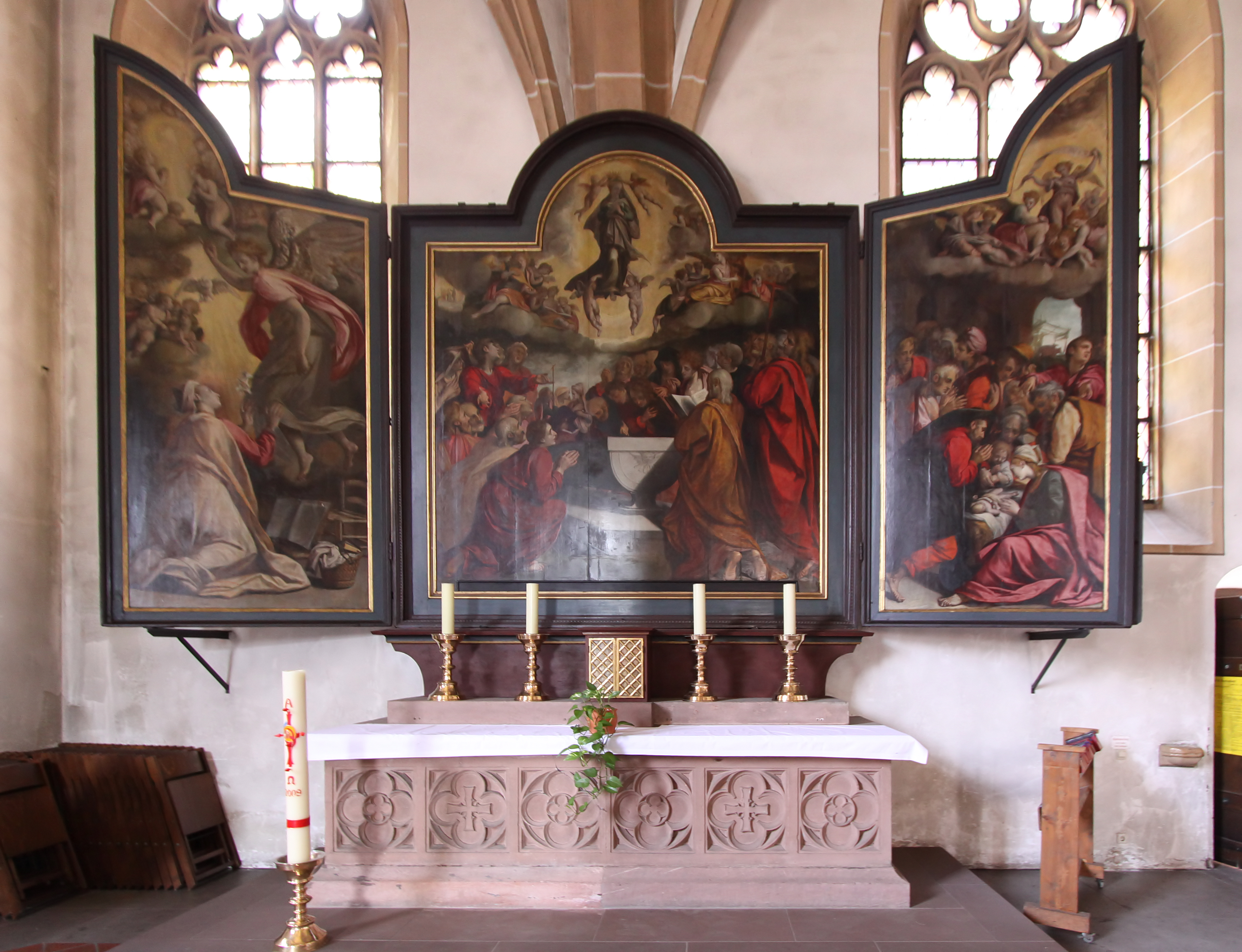
Вознесение Девы Марии. Триптих. 1579. Дерево, масло. Базилика Св. Мартина, Бинген-ам-Райн
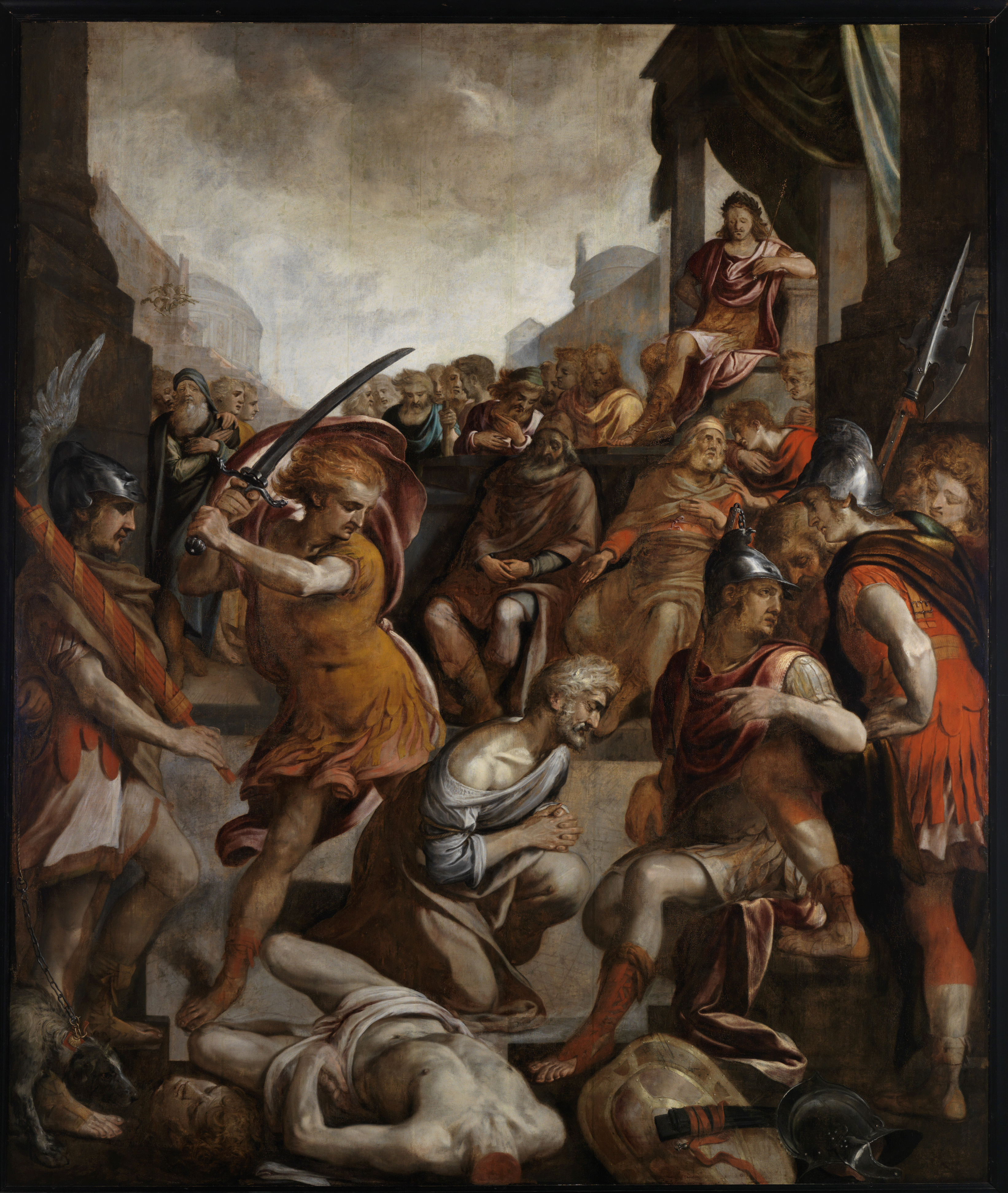
Обезглавливание апостола Иакова Старшего. Между 1560 и 1579. Муниципальный музей, Гауда
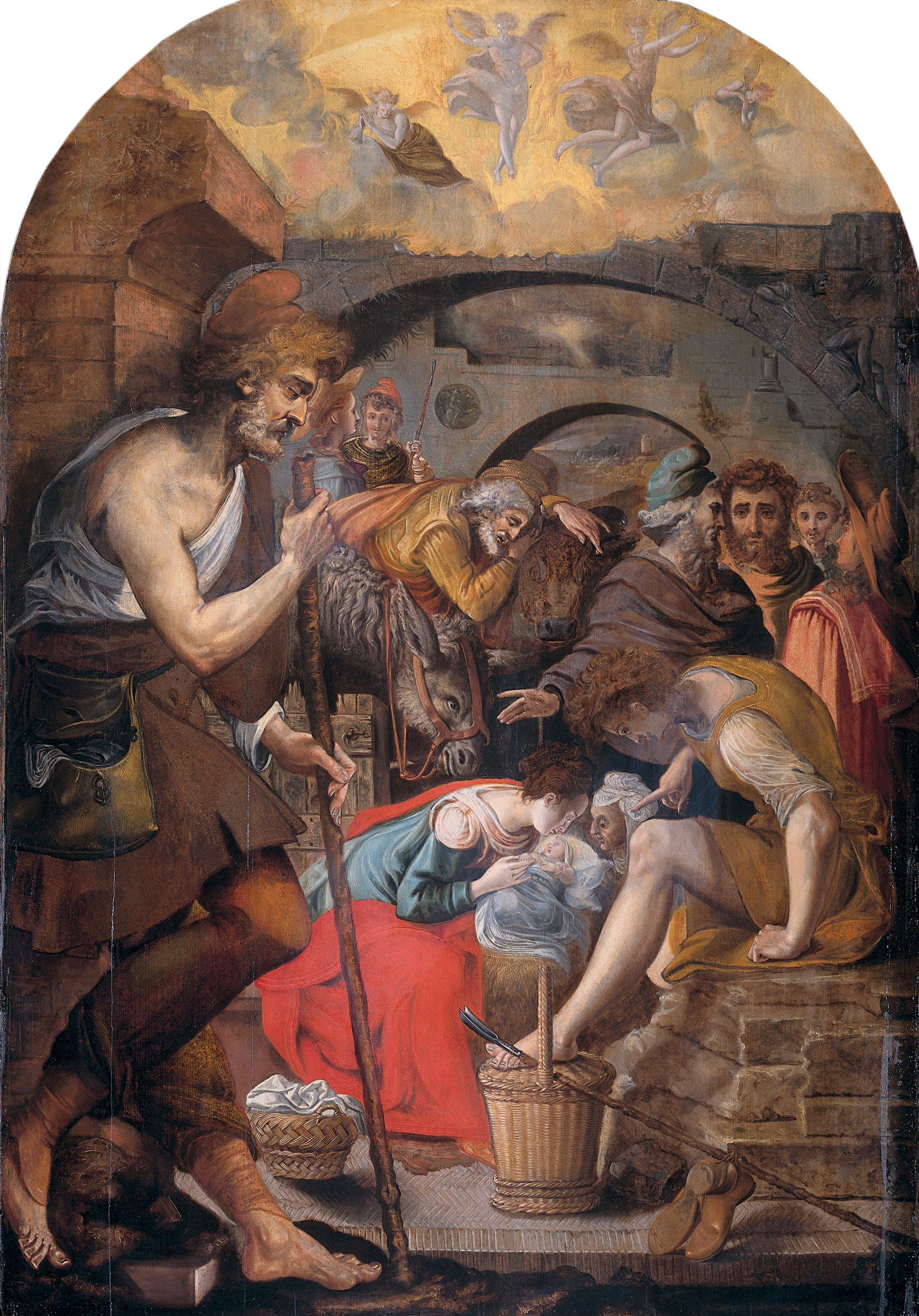
Поклонение пастухов. Между 1560 и 1572. Дерево, масло. Рейксмюсеум, Амстердам
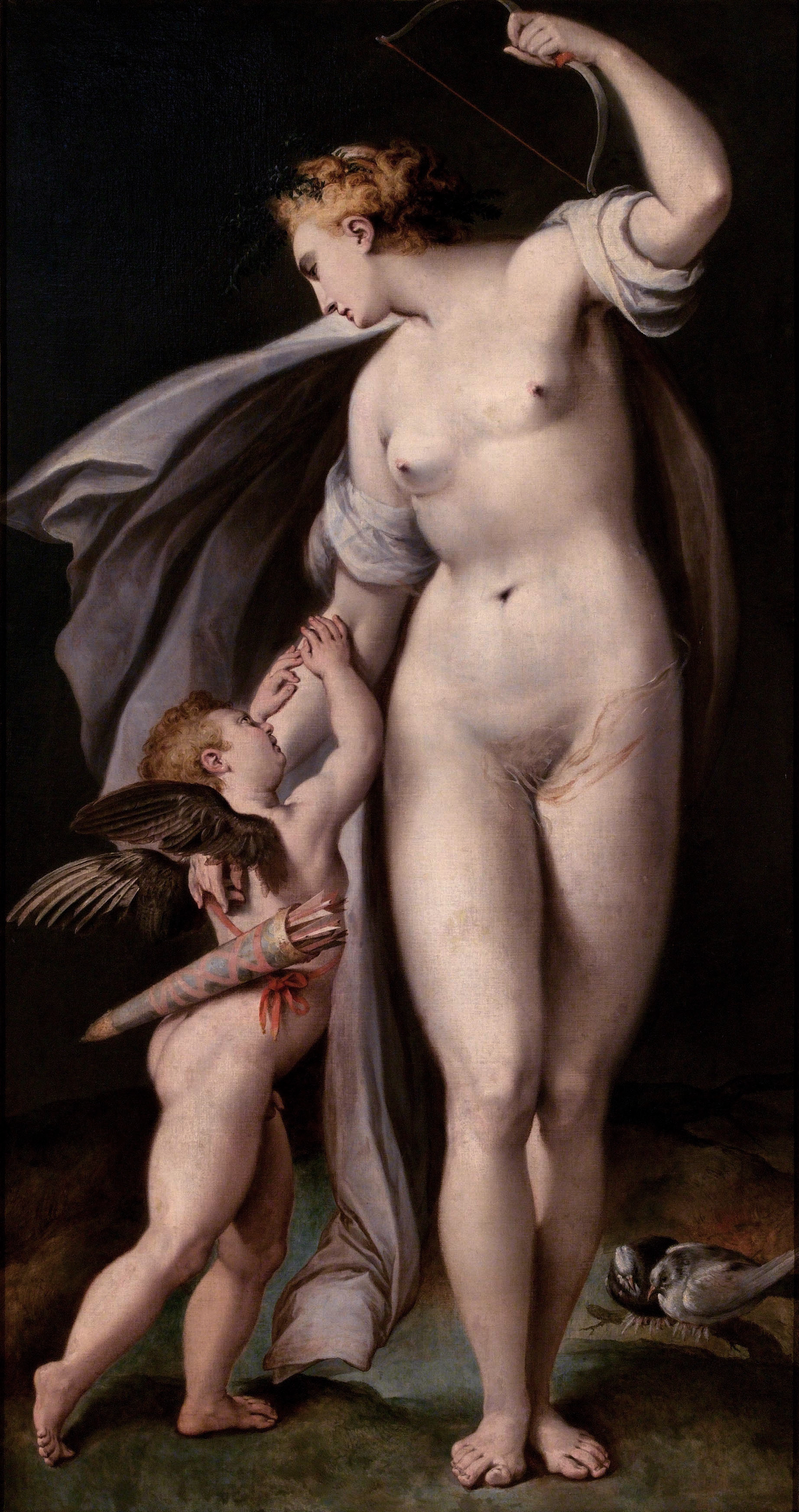
Афродита, разоружающая Эрота. Дерево, масло. Национальная галерея, Прага